# The Simpsons
The Simpsons (De Simpsons) is een Amerikaanse animatieserie bedacht door Matt Groening. De televisieserie heeft sinds haar debuut in 1989 vele prijzen gewonnen, waaronder Emmy Awards en een Peabody Award.
De serie is aan te merken als een sitcom (situation comedy) omdat de afleveringen steeds om dezelfde personages draaien. Het is een satire op de (Amerikaanse) samenleving, waarbij vooral het typisch Amerikaanse gezin op de hak wordt genomen. De reeks draait geheel om de familie Simpson, bestaande uit Homer, Marge, Bart, Lisa en Maggie.
De serie was een vroege hit voor Fox Broadcasting Company en is wereldberoemd. Het televisieprogramma bestaat inmiddels uit 36 seizoenen met in totaal 774 afleveringen. Daarmee is het een van de langstlopende televisiereeksen ter wereld.

## Geschiedenis
Matt Groening bedacht de personages voor de serie terwijl hij in de lobby zat van James L. Brooks' kantoor. Brooks had Groening gevraagd een aantal korte animatiefilmpjes te bedenken en Groening wilde daarvoor eigenlijk zijn Life in Hell-stripreeks aanbieden. Hij besefte echter dat hij dan waarschijnlijk wel de publicatierechten op zijn levenswerk moest opgeven. Daarom veranderde hij op het laatste moment van idee en bedacht de Simpsons.
De eerste korte animatiefilmpjes werden in 1987 uitgezonden als onderdeel van The Tracey Ullman Show. Het waren nog korte filmpjes van maximaal drie minuten. Na drie seizoenen van dit programma was de gele familie, met maar vier vingers aan elke hand en de bizarre kapsels, zo populair, dat ze een eigen programma kregen.
De eerste aflevering van de komedieserie als zelfstandig programma werd uitgezonden op 17 december 1989 op de Amerikaanse televisiezender Fox. In plaats van drie minuten duurde een aflevering nu bijna een half uur. Het publiek reageerde enthousiast op de serie en ook de critici waren positief. In 1990 en 1991 won The Simpsons Emmy Awards voor Outstanding Animated Program.
Sommige scènes zijn erg bekend. Daaronder de openingsscène van The Simpsons van 25 juni 1992, waarin Bart "Potato, not potatoe" op een schoolbord schreef. Dit was een parodie op een gebeurtenis van tien dagen eerder, waarbij de toenmalige vicepresident Dan Quayle de New Jersey Elementary School bezocht en bij een jonge leerling de spelling van het woord "potato" (aardappel) "corrigeerde" door er foutief "potatoe" van te maken.

## Kritiek
In de beginjaren kreeg de serie ook kritiek te verwerken. Van de figuur Bart Simpson werd beweerd dat hij een slechte invloed op kinderen zou hebben en in de reeks werd ook regelmatig de Amerikaanse politiek bekritiseerd, wat bij een deel van de kijkers niet goed viel. Tijdens een interview in het tijdschrift People (september 1990) verklaarde de Amerikaanse presidentsvrouw Barbara Bush dat The Simpsons "het domste was dat ze ooit gezien had". De staf schreef, in de gedaante van Marge Simpson, een brief naar mevrouw Bush en vroeg haar om nuancering, waarop de presidentsvrouw een brief terugschreef waarin ze zich verontschuldigde voor haar uitspraken.
In een rede op 27 januari 1992 tijdens The National Religious Broadcasters Convention zei de toenmalige president George Bush dat het Amerikaanse gezin veel meer zou moeten zijn zoals The Waltons en veel minder als de Simpsons. In reactie daarop lieten de makers van de serie Bart Simpson aan het begin van een herhaling van de aflevering "Stark Raving Dad" zeggen: "Hé, wij zijn net als de Waltons! Ook wij bidden voor het einde van de depressie!".
In 1994 mochten de leerlingen van een nieuw te bouwen school in Greenwood (South Carolina) zelf de naam ervan kiezen. Ze kozen voor "Springfield Elementary", de naam die ook de school had die Bart en Lisa Simpson bezochten. Het schoolbestuur nam deze naam over, zich niet bewust van het verband met de animatieserie. Een groep ouders protesteerde tegen de beslissing over de naam, met als argument dat ze Bart Simpson een slecht voorbeeld voor de jeugd vonden. De ouders eisten dat de naam van de school veranderd zou worden. Het schoolbestuur hield echter voet bij stuk; de school werd in augustus 1994 geopend onder de naam "Springfield Elementary".
In 2017, na de documentaire The Problem with Apu van Hari Kondabolu over Apu Nahasapeemapetilon, bleek dat veel mensen het personage al lang als te stereotiep en racistisch ervaren. De makers van The Simpsons voelden zich genoodzaakt zich in een aflevering door de mond van Lisa Simpson te verantwoorden. De gemoederen bedaarden niet. In oktober 2018 zou volgens YouTube-ster Adi Shankar het personage geschrapt worden. De producent ontkende. Begin 2020 echter maakte Azaria, de stemacteur die onder meer Apu vertolkt, bekend dat hij om deze redenen afscheid van Apu nam.
De serie kreeg ook positieve reacties van kijkers. Volgens een moeder in Auburn, Washington, had The Simpsons haar achtjarige zoon Alex gered toen die stikte in een sinaasappel. Alex' broer Chris had in een aflevering van The Simpsons gezien hoe de heimlichmanoeuvre werkt en verwijderde zo het stuk eten uit zijn keel. In de aflevering zelf werd de techniek echter niet voorgedaan. Homer verslikte zich en hoestte het ding zelf op, terwijl zijn collega's naar een poster keken waarop stond hoe je de heimlichmanoeuvre moet uitvoeren.

## Satire
The Simpsons is een satirische tv-serie. Vooral de "American way of life" en culturele fenomenen als bekende filmscènes en televisieseries worden vaak geparodieerd.
Het verhaal heeft verschillende lagen, zodat het programma met het hele gezin bekeken kan worden. Voor jonge kijkers is er de verhaallijn en voor oudere kijkers is er een extra laag met subtiele humor die door de jongste kijkers niet wordt opgemerkt. In navolging van The Simpsons ontstonden er verschillende andere animatieseries die zich op (jong)volwassenen richten, zoals Beavis & Butthead, South Park, Family Guy en het eveneens door Groening gemaakte Futurama.

## Langlopend
In 2011/2012 werd in de Verenigde Staten het 23e seizoen uitgezonden. Daarmee werd The Simpsons met meer dan vijfhonderd uitgezonden afleveringen zowel de langstlopende sitcom als de langstlopende animatieserie aller tijden. Omdat The Simpsons eigenlijk een spin-off is van de originele korte filmpjes uit The Tracey Ullman Show, is het bovendien de langstlopende spin-off aller tijden.
In 2018 werd in de Verenigde Staten de 636e aflevering uitgezonden. Daarmee werd The Simpsons de langstlopende Amerikaanse primetime televisieserie ooit, geanimeerd of niet.
In 2019 maakte de Amerikaanse mediagroep Fox bekend nog twee seizoenen verder te gaan met de satirische reeks.

## Productie

### Uitvoerende producers
Groening, Brooks en Simon hebben alle drie dienstgedaan als uitvoerende producers van de serie. Een meer betrokken positie bij de serie is de "Show Runner", die de taak heeft van hoofdschrijver en de productie voor een heel seizoen coördineert. Deze showrunners worden ook uitvoerende producers genoemd in de aftiteling.

### Stemmen
De stemmen van de personages in The Simpsons worden vertolkt door:
- Dan Castellaneta (Homer Simpson - en ook Krusty the Clown, Opa Simpson, Barney Gumble, burgemeester Quimby, schoolconciërge Willie)
- Julie Kavner (Marge Simpson, haar zussen Patty en Selma Bouvier en haar moeder Jacqueline Bouvier)
- Nancy Cartwright (Bart en Maggie Simpson en de kinderen Ralph Wiggum, Nelson Muntz, Database en Rod en Todd Flanders)
- Hank Azaria (Moe Szyslak, Apu Nahasapeemapetilon, commissaris Clancy Wiggum, professor John Frink, Dr. Nick Riviera, Snake Jailbird)
- Harry Shearer (Charles Montgomery Burns, Waylon Smithers, Ned Flanders, directeur Seymour Skinner, dominee Timothy Lovejoy en Otto Mann)
- Yeardley Smith (Lisa Simpson)

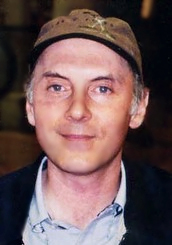
Dan Castellaneta
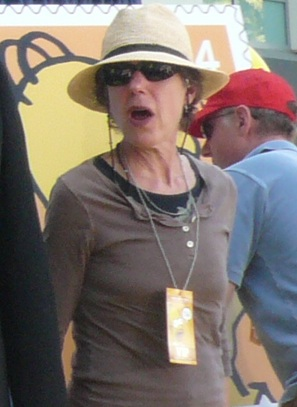
Julie Kavner
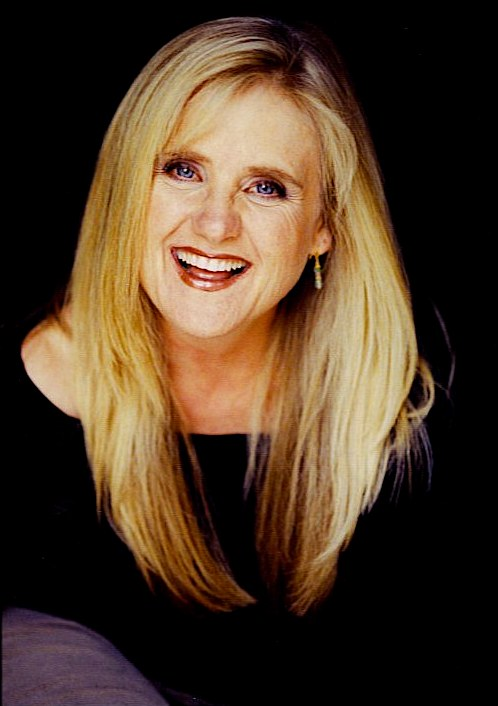
Nancy Cartwright
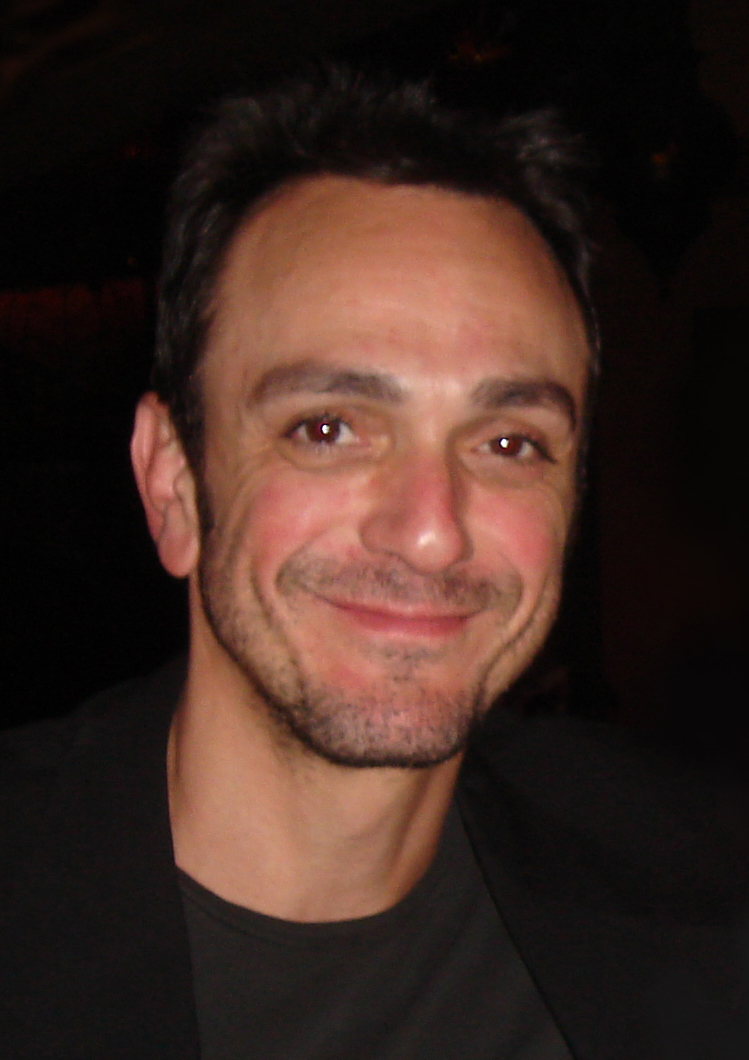
Hank Azaria
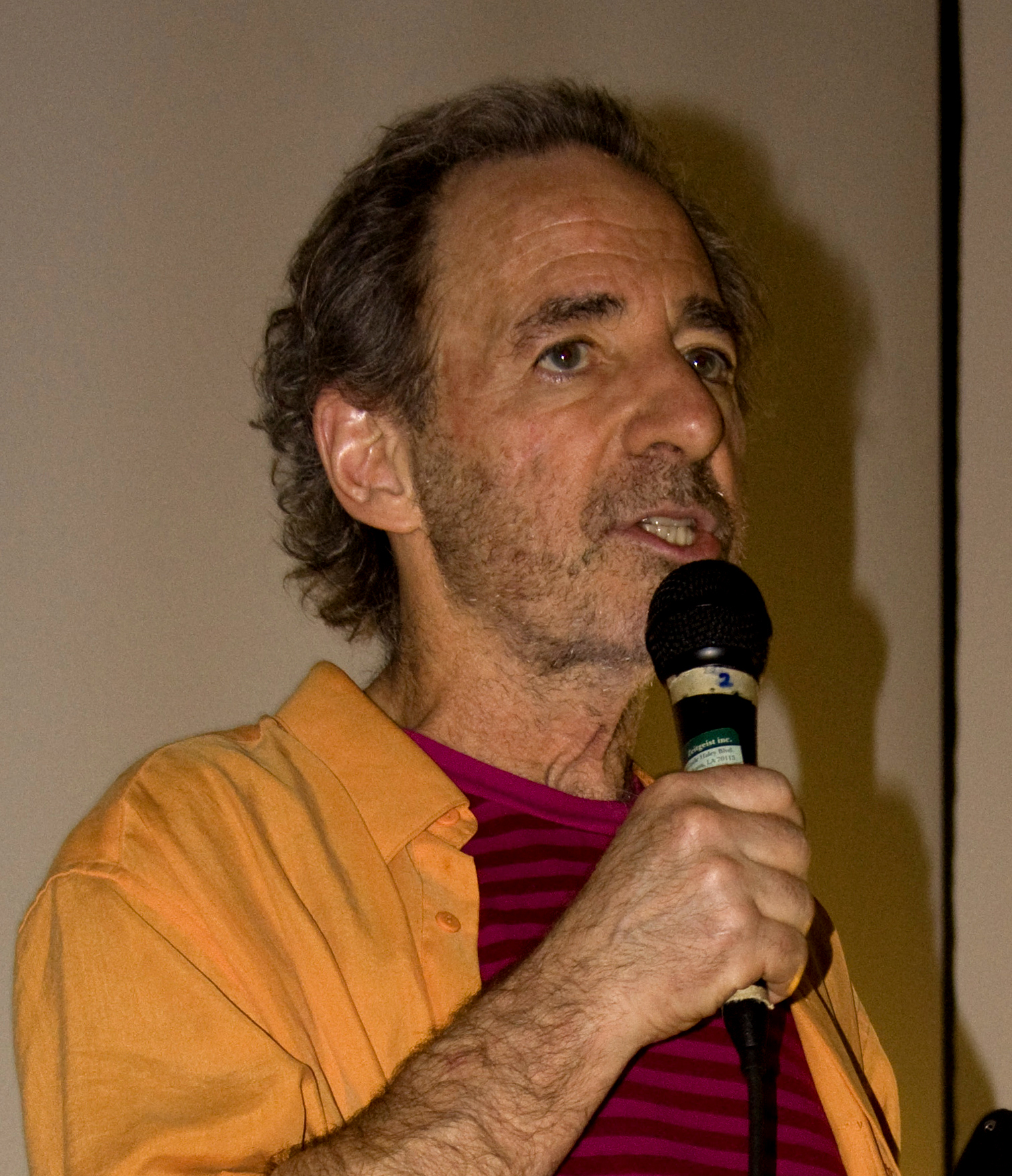
Harry Shearer
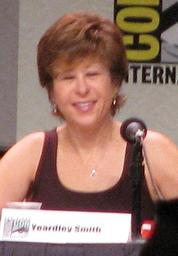
Yeardley Smith

Allemaal hebben ze minstens één Emmy Award gewonnen voor hun stem in de serie. Er zijn nog tientallen andere personages, zoals leraren, politieagenten en winkeleigenaars die ook door de vaste acteurs worden ingesproken. Uiteraard werken er ook schrijvers, regisseurs en producenten aan deze serie.
Het eerste tot en met vierde seizoen van The Simpsons werd van 1991 tot 1994 door RTL 4 in een Nederlandse nasynchronisatie uitgezonden, met als titel De Simpsons. Daarin waren onder anderen Peter van Hoof, Peter Joosten, Greet Mans en Simone LeRoy te horen. Op 19 december 2009 zond Comedy Central een eenmalige Nederlandse vertolking van The Simpsons uit om het twintigjarig bestaan te vieren. Onder anderen Katja Schuurman, Ruben van der Meer en Johnny de Mol verleenden hun stemmen aan deze feestelijke aflevering.

### Schrijven
Het schrijversteam van The Simpsons bestaat uit 16 scenaristen die begin december met voorstellen komen voor nieuwe afleveringen. De hoofdscenarist van elke aflevering schrijft een voorlopig script, dat daarna in groepsverband wordt besproken. Vaak worden er dan nog grappen toegevoegd of weggelaten, of wat tekst veranderd. De leider van deze sessies is George Meyer, die al sinds het eerste seizoen meewerkt aan de serie. De totale productietijd van elke aflevering is zo'n zes maanden, waardoor het programma maar zelden rechtstreeks inspeelt op actuele gebeurtenissen of situaties.
John Swartzwelder is een van de productiefste schrijvers van de serie. Hij heeft zestig afleveringen op zijn naam staan. De Engelse komiek Ricky Gervais schreef als eerste beroemdheid zelf een aflevering van The Simpsons.

### Animatie
Internationale animatiestudio's betrokken bij de serie zijn:
AKOM
- Produceerde de eerste twee seizoenen.
- Produceerde verschillende losse afleveringen.

Anivision
- Produceerde de animatie voor seizoen 3–10.

Rough Draft Studios
- Produceerde animatie vanaf seizoen 4.

U.S. Animation, Inc.
- Produceerde "Radioactive Man" met Anivision.
- Produceerde "The Simpsons 138th Episode Spectacular"

Toonzone Entertainment
- Produceerde "The Fat and the Furriest" en "She Used to Be My Girl".

Verschillende Amerikaanse en internationale studio's hebben meegewerkt aan het tekenen van de serie. De korte filmpjes van The Tracey Ullman Show werden geproduceerd door Klasky Csupo. Later, vanwege de toenemende werkdruk, gaf Fox het tekenwerk ook door aan andere studio's. De meeste van deze studio's zaten in Zuid-Korea. De Amerikaanse studio's tekenen de personages en achtergrond, terwijl het kleur- en filmwerk in internationale studio's gebeurt.
Voor de eerste drie seizoenen tekende Klasky Csupo The Simpsons in de Verenigde Staten. In seizoen vier wisselde Gracie Films van productie met Film Roman, die de serie nog altijd tekent.
Na het dertiende seizoen werd de productie veranderd van een traditionele animatie in een animatie met digitale inkt en verf. De eerste afleveringen met deze animatie waren "Radioactive Man" en "The Simpsons 138th Episode Spectacular" in 1995.

## Personages

### De Simpsons

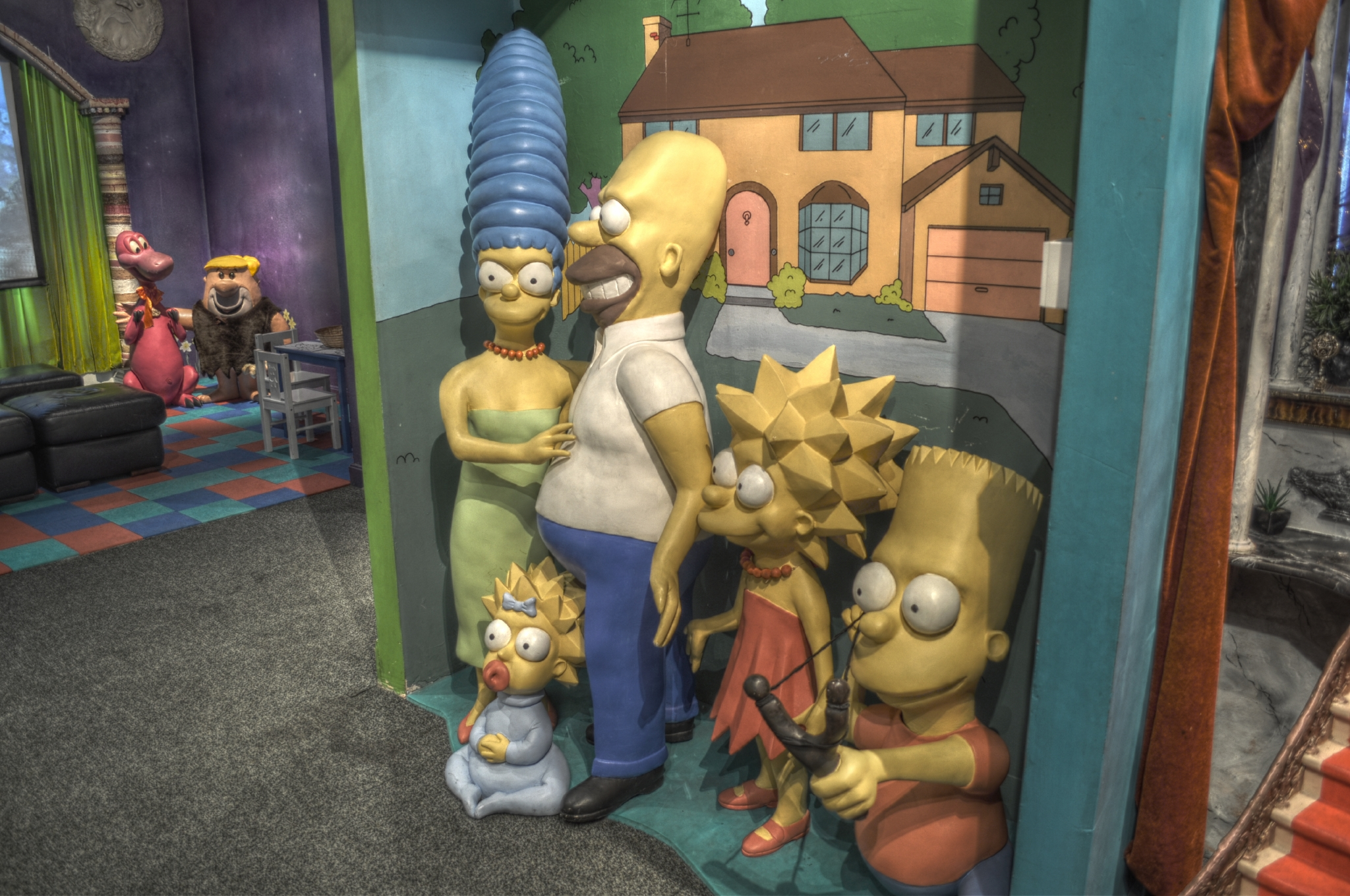
Homer en Marge Simpson met hun kinderen Bart, Lisa en Maggie in een wassenbeeldenmuseum

Het gezin Simpson zelf levert de hoofdpersonages in de reeks. Bedenker Matt Groening inspireerde zich voor hun namen op zijn eigen familie. Zijn vader heet Homer, zijn moeder Marge en hij heeft ook twee zussen, Lisa en Maggie. Bart is het enige personage wiens naam zelf bedacht is. Het is een woordspeling op het woord "brat" (kwajongen).
- Homer Simpson is de kale, dikke en vooral domme vader van het gezin. Zijn hobby's zijn eten, Duff-bier drinken, donuts eten en televisiekijken. Hij werkt in de kerncentrale van Springfield, waar hij veel fouten begaat. Als Bart hem boos maakt, wurgt hij hem. De uitspraken van Homer zijn vaak zo stupide dat sommige hoog genoteerd staan in allerlei citaatlijsten, zoals de Engelse Wikiquote.[22] De bekendste zijn: Trying is the first step towards failure (Proberen is de eerste stap naar mislukking), (als Homer aliens ontmoet): Please don't eat me! I have a wife and kids. Eat them! (Eet me alsjeblieft niet op, ik heb een vrouw en kinderen. Eet hen op!), If something is too hard to do, then it's not worth doing. (Als iets te moeilijk is om te doen, dan is het de moeite niet waard), To alcohol! The cause of - and solution to - all of life's problems! (Op alcohol! De oorzaak van - en oplossing voor - alle problemen van het leven!). Nog bekender is zijn kreet D'oh die hij meestal gebruikt als iets niet gaat zoals gepland. Zijn antwoord op een logisch betoog is With facts you can prove anything (Met feiten kan je eender wat bewijzen).[23]
- Marge Simpson heeft lang opgestoken haar. Het kapsel is ontleend aan dat van de Bruid van Frankenstein in de gelijknamige film. Ze is huisvrouw, maar oefent in sommige afleveringen een beroep uit. Wanneer de rest van de familie of de stad iets doms van plan is, is ze vaak de enige die redelijk blijft. Ze gaat geregeld ten onder aan de stress van haar zware bestaan en haar bezorgdheid over haar gezin. Haar familienaam is Bouvier, net als die van first lady Jacqueline Kennedy. Ze draagt net als haar naamgenote couture van Chanel. De religieuze Marge is de stabiele factor in het labiele gezin.
- Bart Simpson is een 10-jarige kwajongen met stekeltjeskapsel. Hij haalt allerlei kattenkwaad uit en rebelleert tegen iedere vorm van gezag, ook al begaat hij daarbij vaak stommiteiten. Toch is hij niet echt een slecht persoon, gezien hij vaak empathie of schuld voelt voor zijn omgeving. Bart is een populaire jongen op school en goed bevriend met Milhouse Van Houten.
- Lisa Simpson is 8 jaar en het miskende genie. Ze is erg intelligent en sociaal geëngageerd voor haar leeftijd, maar daardoor ook vaak eenzaam. Ze heeft hetzelfde kapsel als Maggie. Lisa houdt van lezen, saxofoon spelen en is sinds de aflevering She of Little Faith een boeddhiste.
- Maggie Simpson is de baby in het gezin. Ze kan niet praten (tenminste niet als er andere mensen bij zijn). Haar volledige naam is Margaret Maggie Simpson. In een aflevering knalt ze Mr. Burns, de vrekkige baas van de kerncentrale, en een maffiabende neer, én valt Homer aan met een spijkerpistool. Haar kapsel bestaat uit 7 à 8 grote stekels. Ze heeft altijd een rode fopspeen in haar mond en als deze haar wordt afgenomen bedenkt ze bijna geniale plannen om hem terug te krijgen.

### Andere figuren
De wereld van The Simpsons bestaat ook uit een hele reeks nevenpersonages. De bekendste hiervan zijn:

#### Familieleden/huisdieren van The Simpsons
- Abraham (Grampa) Simpson is de vader van Homer en opa van Bart, Lisa en Maggie. Hij woont in een bejaardentehuis. Zijn favoriete televisieprogramma is Matlock. Grampa is seniel, dement en valt op de meest eigenaardige momenten in slaap. Hij was soldaat in de Tweede Wereldoorlog en volgens zijn vaak incoherente verhalen heeft hij onder meer Adolf Hitler proberen te verleiden in een travestietencabaret.
- Patty en Selma Bouvier zijn de cynische, kettingrokende zussen van Marge. Ze zijn bezeten door de televisieserie MacGyver en hebben een hekel aan Homer. Patty is lesbisch.
- Jacqueline Bouvier is de moeder van Marge. Ze is vreselijk oud en kan nog amper praten door het vele roken. Haar man werkte als steward op een vliegtuig (Marge dacht dat hij piloot was).
- Mona Simpson is de moeder van Homer. Ooit de ongelukkige (huis)vrouw van Abraham (opa) Simpson, die toen Homer nog kind was haar gezin in de steek liet om in de geest van de vrijgevochten jaren 60 actie te voeren. Abraham loog Homer jarenlang voor dat ze overleden was. In de aflevering Mona Leaves-a overlijdt ze werkelijk.
- Herbert Powell is de halfbroer van Homer, een resultaat van een scharrel van Grampa. Herb is autoconstructeur, maar geraakt nadat hij Homer leert kennen aan lager wal als Homer een auto voor hem ontwerpt. Nadien wordt hij uitvinder en opnieuw rijk met een vertaalmachine voor babygebrabbel.
- Snowball is de naam van alle katers die de familie Simpson heeft gehad. Snowball I en Snowball II hebben een lange tijd bij de familie gewoond voor ze stierven. Snowball III en Snowball IV stierven in dezelfde aflevering, waarna Snowball V, een exacte kopie van Snowball II, zijn intrede deed. De familie besloot echter om Snowball V gewoon Snowball II te noemen, zodat op het einde van de aflevering alles weer zoals het oude was.
- Santa's Little Helper is de windhond van de familie Simpson. Het is een erg dom en slecht afgericht dier. Hij vervoegde de Simpson-familie in de eerste aflevering, Simpsons Roasting on an Open Fire, waarin hij de hondenrace verloor waarop Homer zijn hele eindejaarstoelage had verwed.

#### Personages op Bart en Lisa's school
- Seymour (Principal) Skinner (Armin Tamzarian) is de directeur van de plaatselijke school. Hij is een oud-militair die nog bij zijn moeder woont, waar hij stevig onder de plak wordt gehouden. Hij heeft vaak traumatische flashbacks naar zijn Vietnamtijd. In de aflevering The Principal and the Pauper wordt duidelijk dat Armin Tamzarian de identiteit van een medesoldaat heeft overgenomen en zich "Seymour Skinner" heeft genoemd.
- Agnes Skinner is de dominante en licht seniele moeder van Skinner.
- Superintendent Gary Chalmers, schoolopzichter die altijd op de meest ongelukkige momenten de school komt inspecteren en hierbij Principal Skinner in paniek doet slaan.
- Groundskeeper Willie is de chagrijnige conciërge van de school. Hij is van Schotse afkomst en praat dan ook met een zwaar accent. Hij woont in een hutje achter het schoolgebouw. Heeft diverse rare hobby's, zoals het bespioneren van mensen met een camera of vet verzamelen voor tegen zijn pensionering.
- Otto Mann is de schoolbuschauffeur van Springfield Elementary School. Hij is meer geïnteresseerd in heavy metal en drugs dan in andere dingen. Op de een of andere manier krijgt hij het toch voor elkaar om de kinderen veilig op school te krijgen.
- Edna Krabappel is Barts lerares. Krabappel is een gefrustreerde onderwijzeres die hopeloos aan een man probeert te raken, maar momenteel een relatie heeft met Ned Flanders, de buurman van de Simpsons. Ze haat Bart, die continu de klas op stelten zet. Ze heeft ook een hekel aan haar directeur, Seymour Skinner, maar ze heeft er al wel enkele relaties mee gehad. Na het overlijden van stemactrice Marcia Wallace is haar personage uit de reeks geschreven.
- Elizabeth Hoover, de erg ongeïnteresseerde lerares van Lisa's klas. Ze worstelt onder meer met een drankprobleem.
- Nelson Muntz, pestkop op Barts school. Hij plaagt en pest continu iedereen in zijn omgeving en lacht hen hierbij uit met zijn typische lach: HA-ha!
- Jimbo Jones, Dolph Timmerman en Kearney zijn al wat oudere pubers die vaak de leerlingen op school pesten. Er wordt regelmatig gealludeerd op het feit dat Kearney al meerderjarig is: hij heeft zelfs een zoontje.
- Milhouse Van Houten, vriendje van Bart. Hij draagt een bril met erg dikke glazen. Hij is zeer intelligent, maar ook vaak het slachtoffer van allerlei ongelukken en pesterijen. In sommige afleveringen wordt gesuggereerd dat hij homoseksuele neigingen heeft, terwijl andere afleveringen dan weer tonen dat hij verliefd is op Barts zus Lisa. Zijn ouders, Kirk en Luann, zijn sinds de aflevering A Milhouse Divided gescheiden in de serie.
- Martin Prince, een hoogbegaafde streber in Barts klas. Hij gaat meestal erg op in zijn vrij onhippe hobby's en interesses en is daardoor erg geliefd bij de leraars en minder populair bij zijn leeftijdsgenoten.
- Ralph Wiggum is het oerdomme, naïeve zoontje van Chief Wiggum. Hij zit bij Lisa Simpson in de klas. Ralph is erg kinderlijk en simpel.
- Sherri en Terri, tweelingzusjes uit Barts klas. Ze hebben een vrij achterbaks karakter.
- Üter, een uitwisselingsstudent van Duitse afkomst.
- Wendell Borton, een bleek jongetje met krulhaar, dat altijd moet overgeven.

#### Personages op Homers werk
- Charles Montgomery Burns, meestal Mr. Burns genoemd, de excentrieke, egoïstische eigenaar van de kerncentrale in Springfield. Hij is een kwaadaardige, gewetenloze 104-jarige zakenman die fysiek zo zwak is dat zijn assistent Smithers veel taken voor hem moet uitvoeren. Zijn stopwoord is excellent.
- Waylon Smithers, de trouwe assistent van Mr. Burns die niet openlijk over zijn (homoseksuele) gevoelens tegenover Mr. Burns praat. Zelf is Mr. Burns zich amper bewust van Smithers' gevoelens voor hem.
- Lenny Leonard en Carl Carlson, twee collega's van Homer. In latere afleveringen wordt tussen hen beiden een homoseksuele relatie gesuggereerd. Carl is ondanks zijn donkere huidskleur van IJslandse afkomst.

#### Mediafiguren
- Krusty the Clown (Herschel Shmoikel Pinchas Yerucham Krustofski) is een tv-clown van Joodse afkomst. Hij heeft sinds 1964 een eigen kinderprogramma dat hij samen met Sideshow Bob, en later Sideshow Mel, presenteert. Daarnaast is Krusty ook een verbitterde entertainer die verslaafd is aan sigaretten, gokken en porno en weinig bekommerd is om zijn jeugdige fans. Zo brengt hij geregeld allerlei gevaarlijke merchandisingproducten uit.
- Mr. Teeny, Krusty's getrainde aap. Rookt sigaren en rolschaatst.
- Sideshow Mel, Krusty's sidekick in zijn tv-show. Hij draagt een groot bot in zijn krulhaar. Mels voornaamste karaktertrek is zijn luide operatenorstem, waarmee zijn uitspraken vaak meer kracht worden bijgezet. In de meeste afleveringen duikt hij op in menigtes om dan met luide stem een dramatische uitspraak te doen. Hij is de opvolger van Sideshow Bob, Barts aartsvijand.
- Itchy en Scratchy is een tekenfilmserie die tijdens Krusty's shows wordt uitgezonden. De korte filmpjes draaien rond een kat (Scratchy) en een muis (Itchy) die elkaar op een erg bloederig gewelddadige manier bekampen. Dit is een parodie op Tom en Jerry.
- Kent Brockman, plaatselijke nieuwslezer en tv-presentator. Hij is erg op sensatie belust en laat zich vaak meeslepen door mediahypes en twijfelachtige berichten.
- Bumblebee Man, een Mexicaans komiek die een eigen tv-show heeft waarin hij als bij verkleed allerlei ongelukken meemaakt. Zijn bekendste uitspraken zijn: ¡Ay, ay, ay, no me gusta! (Ik hou er niet van!), ¡Ay, ay, ay, no es bueno! (Dat is niet goed!) en ¡Ay, Dios no me ama! (God houdt niet van mij!). Zijn surrealistische belevenissen werden geïnspireerd door een echt bestaande Mexicaanse sketchshow El Chapulín Colorado, waarin de komiek een sprinkhaan speelt.
- Rainier Wolfcastle, een filmacteur van Oostenrijkse afkomst die in hersenloze actiefilms meespeelt als het personage McBain. Hij is een parodie op Arnold Schwarzenegger.
- Troy McClure is een mediageile televisieacteur. Hij introduceert zichzelf altijd met het zinnetje Hi, I'm Troy McClure, dan volgt er meestal iets als you might remember me from such movies as.... Hij is ook nog getrouwd geweest met Selma Bouvier. Het personage werd geschrapt na het overlijden van de vertolker ervan, Phil Hartman.
- Radioactive Man, een stripfiguur en parodie op superhelden als Superman en Spiderman. Hij verkreeg zijn superkrachten na een atoombomexplosie en wordt bijgestaan door zijn sidekick Fall-Out Boy (parodie op Robin uit Batman). De meeste jongens in Springfield zijn enthousiaste fans van de reeks.

#### Personages met zelfstandige beroepen
- Judge Constance Harm, een harde, maar rechtvaardige rechter.
- Joe Quimby, de corrupte en overspelige burgemeester van Springfield.
- Momar (Moe) Szyslak is de eigenaar en uitbater van Homers stamcafé Moe's Tavern. Homer beschouwt hem vaak als zijn beste vriend. Moe houdt zich vaak met louche zaakjes bezig, bijvoorbeeld in de aflevering The Springfield Files, waarin hij een orka herbergt in zijn bar. Hij organiseert ook illegale weddenschappen. In de beginjaren van de serie was Moe steevast slachtoffer van telefoonspelletjes van Bart en Lisa. In de recente seizoenen wordt meer de nadruk gelegd op de eenzame, suïcidale kant van Moe. In Bart-Mangled Banner vertelt hij dat hij van Nederlandse afkomst is en loopt het café uit op een paar klompen. In Bart's Inner Child blijkt hij echter van Italiaanse afkomst te zijn.
- Chief Clancy Wiggum is het hoofd van Springfields politiekorps. Hij is corrupt, oliedom en zeer eenvoudig te manipuleren. Hij is getrouwd en heeft een zoon, Ralph.
- Dr. Julius Hibbert is de dokter en vriend van de familie Simpson. Hij is vooral bekend om zijn constante lachbuien, die zelfs voorkomen tijdens operaties, begrafenissen en wanneer hij slecht nieuws moet vertellen. Hij is waarschijnlijk de verloren halfbroer van Bleeding Gums Murphy.
- Dr. Nick Riviera is de chirurg die een operatie heel goedkoop uitvoert waarbij het vaak fout gaat, dus meer bepaald een kwakzalver. Als hij een kamer binnenkomt, zegt hij: Hi everybody, waarop iedereen altijd antwoordt: Hi Doctor Nick.
- Professor John Frink is een stereotiepe gekke professor die allerlei maffe uitvindingen doet. Hij is een parodie op de typetjes van komiek Jerry Lewis, wat vooral aan zijn rare stem te merken is. In één aflevering speelt Jerry Lewis zijn vader.
- Dr. Marvin Monroe, een pseudowetenschapper en psychiater met een erg rasperige stem.
- Ned Flanders, de vrome en extreem christelijke buurman van de Simpsons en eigenaar van een winkel die enkel spullen voor linkshandigen verkoopt. Ned is een zeer brave, hulpvaardige en vriendelijke man, in feite de ideale buurman, maar daarom haat Homer hem ook ontzettend. Homer leent vaak dingen van Flanders die hij niet meer teruggeeft en in verschillende afleveringen probeert Homer Ned ook dwars te zitten en zelfs naar het leven te staan. Ned was oorspronkelijk getrouwd met Maude en heeft twee kinderen, Rod en Todd. In een latere aflevering kwam Maude om het leven. In de vroege seizoenen was Flanders amper boos te krijgen, maar sinds Hurricane Neddy is hij iets assertiever geworden. In de loop der jaren is hij ook steeds conservatiever en preutser geworden. Hij probeert wanhopig de Bijbel tot op de letter te volgen, zelfs de passages die elkaar tegenspreken.
- Comic Book Guy is de erg dikke uitbater van een stripwinkel. Hij is een erg intelligente man, maar drukt zich voortdurend in sarcastische kritiek uit. Hij rekent voor elk item dat hij verkoopt in zijn winkel een woekerprijs aan. Daarnaast heeft de man ook een obsessie met allerlei populaire cultuur- en cult-zaken, zoals strips, tekenfilms, films en televisieseries. In aflevering S16E08 stelt hij zich voor als Jeff Albertson. Hij is een groot fan van Star Wars en Star Trek.
- Apu Nahasapeemapetilon is de optimistische Indische eigenaar van de supermarkt de Kwik-E-Mart. Hij stopt nooit met werken. Hij heeft in de aflevering 22 Short Films About Springfield ooit vijf minuten vakantie genomen. Later trouwde hij via een gearrangeerd huwelijk met Manjula. Samen kregen ze een achtling, waardoor Apu regelmatig op de rand van een zenuwinzinking belandt.
- Timothy (Reverend) Lovejoy is de plaatselijke dominee die dodelijk saaie preken houdt en zich vooral bezighoudt met geld inzamelen. Hij is oerconservatief, hypocriet en bekritiseert iedereen die niet christelijk, vroom of rechtschapen genoeg is. Desondanks heeft hij zelfs een hekel aan Ned Flanders omdat die hem vaak lastigvalt met geloofsvragen.
- Helen Lovejoy, vrouw van Reverend Lovejoy. Ze is een erg conservatieve vrouw die zich bezighoudt met roddelen en reageren tegen zaken waar de jeugd tegen beschermd moet worden. Haar catchphrase is dan ook: Won't somebody please think of the children?!
- Hans Moleman, een ogenschijnlijk erg oude man die door alcoholisme zo'n grotesk uiterlijk kreeg. Hij is eigenlijk maar 31 jaar oud. In veel afleveringen wordt hij het slachtoffer van erg pijnlijke ongelukken.
- Lionel Hutz, een zeer onbetrouwbare en louche advocaat die méér rechtszaken verliest dan hij er wint. Het personage werd geschrapt na het overlijden van de vertolker ervan, Phil Hartman.
- Cookie Kwan, een competitieve zakenvrouw van Aziatische afkomst.
- Lindsey Naegle, een zakenvrouw met vaak dubieuze plannen.
- Drederick Tatum, een weinig snuggere bokser met een groot strafblad en kinderlijke stem. Hij is gebaseerd op Mike Tyson.
- The Rich Texan, een stereotiepe Texaanse oliemiljardair die de gewoonte heeft om onder het roepen van Yiiihaaa! met zijn revolvers in de lucht te schieten.
- Bleeding Gums Murphy, zwarte jazzsaxofonist waar Lisa mee dweept. Hij speelde vooral in de vroege seizoenen mee, maar is in de aflevering Round Springfield als personage in de serie overleden en sindsdien afgevoerd.
- Kapitein Horatio McCallister, een stereotiepe zeeman, wiens bekendste stopwoord: Arrr! is.

#### Criminelen
- Snake Jailbird, een crimineel die geregeld Apu Nahasapeemapetilons winkel overvalt en hierdoor in de gevangenis belandt. Hij ontsnapt vaak door Wiggums naïviteit en stommiteiten.
- Robert (Sideshow Bob) Underdunk Terwilliger is het vroegere hulpje van Krusty the Clown (vervangen door Sideshow Mel). Hij belandde in de gevangenis nadat hij Krusty wilde laten opdraaien voor een overval. Nadien probeerde hij onder andere om Krusty te vermoorden, Springfield op te blazen en Selma, de zuster van Marge, te vermoorden. Zijn pogingen worden steevast verhinderd door Bart, waardoor hij een grote haat koestert tegen hem. Hierdoor is Bart vaak eveneens het doelwit van zijn criminele plannen.
- Fat Tony is een maffiabaas uit Springfield. Hij wordt steeds vergezeld door de gangsters Legs en Louie.

#### Overige personages
- Jasper Beardley is de beste vriend van Grampa in het bejaardentehuis. Hij is bijziend en soms zelfs blind en heeft een beenprothese.
- De baby met één wenkbrauw (Baby Gerald) is de gezworen vijand van Maggie Simpson. Dat komt doordat hij de baby van Marge wil zijn en dus jaloers is op Maggie.
- Bernard (Barney) Gumble is een vaste klant van Moe en een goede vriend van Homer. Barneys voornaamste karaktertrek was zijn alcoholverslaving. In een van de afleveringen, Mr. Plow, blijkt dat Homer verantwoordelijk is voor Barneys alcoholprobleem. Veel van Barneys uitspraken worden afgesloten met een boer. Wanneer hij nuchter is, blijkt Barney artistiek begaafd: hij maakt een prijswinnende film en hij heeft een prachtige zangstem. Tegenwoordig is Barney van zijn verslaving verlost en heeft hij een baan als helikopterpiloot.
- The guy who always says yééés is een zeer weinig voorkomende figurant (5 of meer keer in de hele reeks) met een wel heel vreemde manier van spreken. Hij zegt altijd yééés! (iejèèès uitgesproken). Zijn echte naam is niet bekend. Hij heeft ook een Braziliaanse dubbelganger, maar die zegt altijd 'siii!' Het personage is gebaseerd op een typetje van komiek Jack Benny.
- DuffMan is de menselijke mascotte van de Duffbrouwerij. Hij duikt vooral op in afleveringen waarin feestjes voorkomen. Zijn kenmerkende citaat is: Duffman, oooh YEAH! Een ander bekend citaat van hem is Duffman can never die, only the actors who play him, ooh yeah! Wanneer hij ten tonele verschijnt, weerklinkt steevast het nummer Oh yeah van de Zwitserse electropopformatie Yello.
- Disco Stu, een door disco geobsedeerde man.
- Cletus Spuckler, een stereotiepe hillbilly boer uit de zuidelijke staten van de VS. Hij is erg dom en zeer slonzig. In meerdere afleveringen wordt gesuggereerd dat zijn vrouw Brandine zijn zus zou zijn. Het is niet duidelijk hoeveel kinderen het koppel heeft, ook zelf weten ze het niet precies.
- Gil Gunderson, een erg onzekere, depressieve man wiens pogingen om een succesrijke carrière uit te bouwen altijd mislukken. Hij is een parodie op Jack Lemmons personage in de film Glengarry Glen Ross.
- Luigi Risotto, een stereotiepe Italiaanse restauranteigenaar, die bij het opnemen van de bestelling altijd heel vriendelijk lijkt, maar wanneer hij de bestelling doorgeeft aan de kok, de gasten altijd achter hun rug uitscheldt.
- Squeaky Voiced Teen, een jongere wiens stem altijd overslaat. Meestal oefende hij allerlei slechtbetaalde baantjes uit die hij door zijn geklungel meestal weer verliest.
- Spider-pig/Harry Plopper is een varkentje dat door Homer gered wordt in de film. Het is onduidelijk of hij het einde van de film overleefd heeft, maar de geruchten gaan dat het varkentje in serie 19 terugkomt. Het heeft zijn eigen theme-song (Spider-pig) dat in de aftiteling van de film te horen is.
- Blinky is een vis met drie ogen door het radioactieve afval van de kerncentrale in het water. Bart viste hem ooit op uit een rivier vlak bij de kerncentrale van Mr. Burns.
- Kang & Kodos, twee buitenaardse wezens die meestal enkel in de Treehouse of Horror-afleveringen meespelen.

## Trivia
- Matt Groening, de bedenker van de serie, is geboren in Portland en heeft verscheidene personages genoemd naar straatnamen die in de stad voorkomen. Zo komen Bob Terwilliger, Ned Flanders, Mayor Quimby en Dominee Lovejoy aan hun naam.
- In de intro van alle afleveringen wordt Maggie bij een kassa gescand. De prijs die wordt aangegeven is 847,63 dollar (de makers hadden ooit in een tijdschrift gelezen dat dit de prijs is die ouders jaarlijks voor een baby betalen). In de aflevering The Simpsons' 138th Episode Spectacular beweerde men dat de kassa echter NRA4EVER aangeeft, hetgeen verwijst naar de National Rifle Association. Volgens Troy McClure was dit een van de vele rechtse verwijzingen die in elke aflevering verborgen zitten. In feite is het net andersom: The Simpsons treft vaak het verwijt dat het een erg links (liberal) programma is. Veel van de makers staan politiek gezien overigens ook links. Daarom stak men deze grap in de aflevering. Toch drijft de serie met beide kanten van het politieke spectrum de spot.

## Locatie
De thuishaven van de familie Simpson en hun vrienden is de stad Springfield. De locatie van deze stad wordt nooit vermeld in de afleveringen en de makers zorgen ervoor dat deze ook niet te achterhalen valt. Hierdoor is de zoektocht naar de exacte locatie een "running gag" geworden binnen de serie. Het enige wat vaststaat, is dat Springfield ergens in de Verenigde Staten ligt. Bijna elke staat van de VS is al aangewezen als locatie, maar ook al uitgesloten als kanshebber. De enige aanwijzing die consequent is in de serie, is dat Springfield tijdens de Amerikaanse Burgeroorlog tot de Noordelijken behoorde.
Springfield grenst meestal aan de oceaan, maar er zijn ook besneeuwde bergtoppen (waaronder de Murderhorn), woenstijnlandschappen en bossen vlakbij. In de winter kan er enorm veel sneeuw vallen, terwijl de zomers meestal zeer heet zijn. We weten ook dat in 1979 een zware orkaan heeft gewoed over Springfield. We kunnen besluiten dat Springfield door de makers telkens wordt aangepast, zodat alle mogelijke avonturen beleefd kunnen worden.
Springfield grenst aan Shelbyville en de inwoners van beide steden hebben een hekel aan elkaar. De hoofdstad van de staat is Capital City. Sommige episodes spelen zich af in een ander land. In 2007 werd, naar aanleiding van het uitbrengen van de Simpsons-film, tussen alle Amerikaanse steden met de naam Springfield een verkiezing gehouden van de échte Simpsons-stad.

## Gastacteurs
Een van de grote successen van de serie is dat de producers van The Simpsons er steeds in geslaagd zijn verschillende beroemdheden te strikken om hun stem aan de reeks te verlenen:
- Aerosmith
- Buzz Aldrin
- Steve Allen
- Gillian Anderson
- Christina Applegate
- Awkwafina
- Alec Baldwin
- Drew Barrymore
- Tony Bennett
- Tony Blair
- Blink-182
- Ernest Borgnine
- Russell Brand
- Mel Brooks
- Pierce Brosnan
- James Brown
- Steve Buscemi
- George Carlin
- Johnny Cash
- Sacha Baron Cohen
- Coldplay
- Glenn Close
- Gary Coleman
- Elvis Costello
- David Crosby
- Danny DeVito (2 afleveringen)
- Kirk Douglas
- David Duchovny
- 50 Cent
- Jodie Foster
- Peter Frampton
- Lady Gaga
- Richard Gere
- Mel Gibson
- Kelsey Grammer (12 afleveringen)
- Green Day (in de film The Simpsons Movie)
- Guns N' Roses
- George Harrison
- Mark Hamill
- Tony Hawk
- Stephen Hawking (meerdere afleveringen)
- Cypress Hill
- Dustin Hoffman
- Ron Howard (meerdere afleveringen)
- Helen Hunt
- Eric Idle
- Michael Jackson
- Mick Jagger
- The Jerky Boys
- Elton John
- Tom Jones
- Journey
- Stephen King
- Kiss
- Lenny Kravitz
- Lisa Kudrow
- Lucy Lawless
- Stan Lee
- Jack Lemmon
- Jerry Lewis
- Rob Lowe
- Jackie Mason
- Paul McCartney en Linda McCartney
- Ian McKellen
- Metallica
- Bette Midler
- The Moody Blues
- Michael Moore
- Frankie Muniz
- MxPx
- Sam Neill
- Willie Nelson
- Paul Newman
- Leonard Nimoy
- *NSYNC
- Dolly Parton
- Matthew Perry
- Tom Petty
- Michelle Pfeiffer
- Phish
- Tito Puente
- Daniel Radcliffe
- The Ramones
- Red Hot Chili Peppers
- R.E.M.
- Little Richard
- Keith Richards
- Lionel Richie
- Kid Rock
- Dennis Rodman
- Mickey Rooney
- J.K. Rowling
- Pete Sampras
- Brian Setzer
- The Smashing Pumpkins
- Sonic Youth
- Jerry Springer
- Ringo Starr
- Patrick Stewart
- Meryl Streep
- Elizabeth Taylor
- James Taylor
- U2
- Christopher Walken
- Barry White (meerdere afleveringen)
- Betty White
- The White Stripes
- The Who
- "Weird Al" Yankovic

## Kenmerken

### Openingsscène
Het openingsfilmpje van de Simpsons is telkens een beetje anders. Daarmee is het openingsfilmpje een van de bekendste kenmerken van de serie geworden. De begintune van het filmpje is gecomponeerd door Danny Elfman.
Een paar dingen die per filmpje verschillen zijn:
- Vrij vroeg in het filmpje is Bart te zien, die strafregels schrijft op het schoolbord. De tekst van deze strafregels verschilt per aflevering[24] de zogenaamde schoolbordgrap.
- Halverwege is Lisa te zien tijdens een muziekles. Ze speelt per aflevering een andere melodie op haar saxofoon.
- Het filmpje eindigt met de familie Simpson die op de bank in hun woonkamer wil gaan zitten, maar dit mislukt telkens op een andere manier: de bankgrap.

In 2009 werd het openingsfilmpje aangepast voor High-definition television en werden er twee extra grappen aan toegevoegd:
- Direct aan het begin, wanneer de tekst "The Simpsons" in de wolken verschijnt, komt iets of iemand langsgevlogen (zoals een kraai met drie ogen, of Homer in een tuinstoel bevestigd aan ballonnen).
- Wanneer de camera vervolgens inzoomt op de school, is een reclamebord te zien waar elke aflevering iets anders op staat.

### Halloween
Elk seizoen (uitgezonderd het eerste) bevat een aflevering getiteld "Treehouse of Horror", gevolgd door een nummer in Romeinse cijfers. Dit zijn de Halloween-specials, die uiteraard rond het typisch Amerikaanse feest Halloween draaien en worden uitgezonden. Uitzondering hierop is seizoen 25, waarin de "Treehouse of Horror"-aflevering al begin oktober werd uitgezonden in plaats van rond Halloween. Elke aflevering bestaat uit drie korte segmenten die telkens rond een ander thema draaien. In tegenstelling tot de gewone serie zijn deze specials véél absurder en wordt er méér gebruikgemaakt van allerlei fantasiefiguren, zoals buitenaardse wezens, zombies en vampiers.

### Andere kenmerken
De catchphrases uit de serie zijn wereldberoemd. "D'oh", Homers uiting van teleurstelling of frustratie, haalde Webster's New World Dictionary. Barts citaten als "Eat my shorts", "Smell you later" en "¡Ay, caramba!" zijn eveneens wereldwijd bekend.

## Merchandising
Voor The Simpsons is veel merchandising op de markt gebracht, zoals bekers, handdoeken, T-shirts, puzzels, computerspellen, strips, boeken en dvd's (zie Lijst van publicaties van The Simpsons).
De Simpsons hebben, ook in Nederland en Vlaanderen, een serieuze hitsingle gehad: Do The Bartman uit 1991, afkomstig van het album The Simpsons Sing the Blues.
De uitzendrechten zijn echter een grotere inkomstenbron: de serie wordt in ongeveer 70 landen uitgezonden.

## Prijzen en prestaties

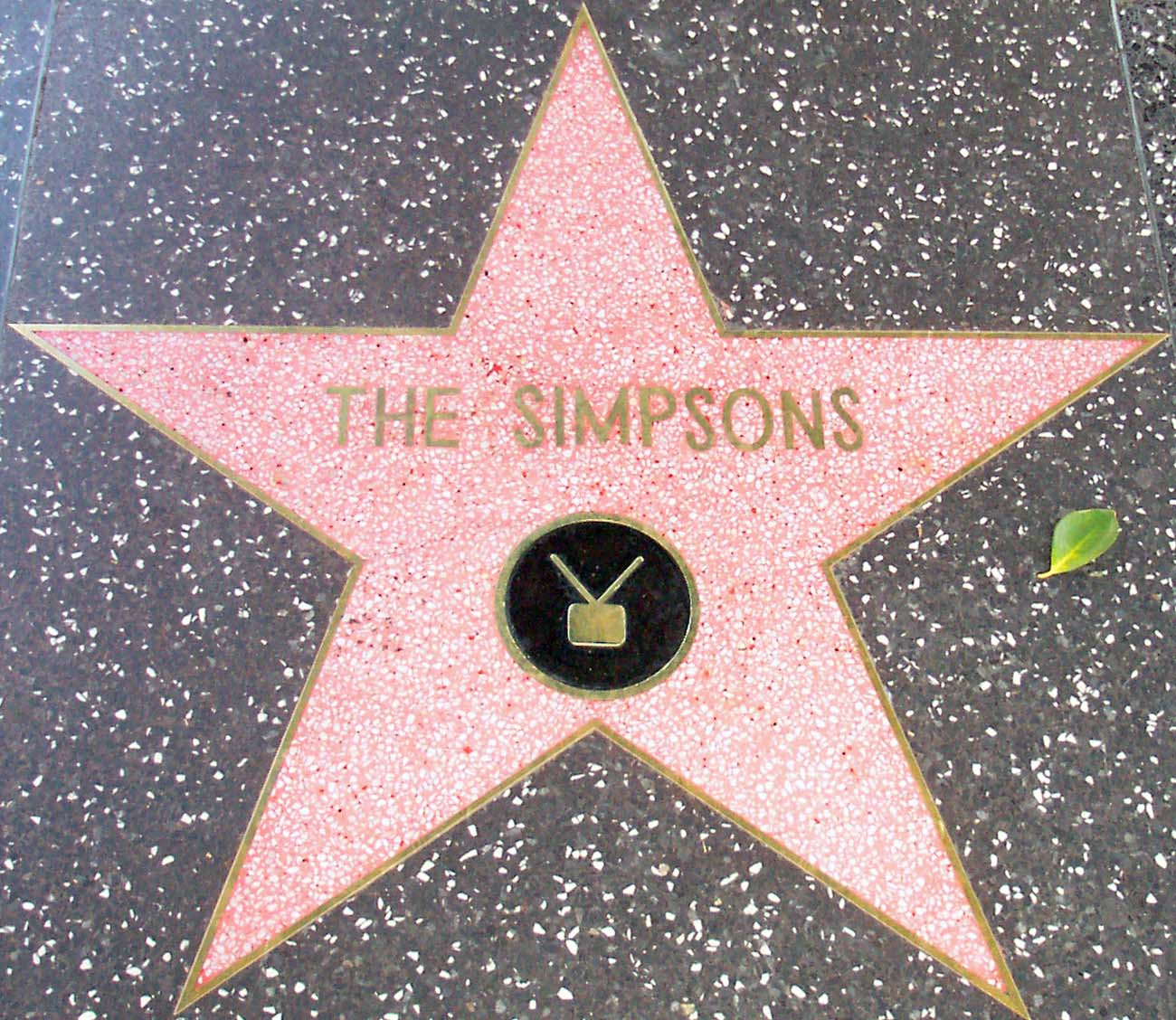
De ster van de Simpsons op de Hollywood Walk of Fame

De serie heeft vele prijzen gewonnen, waaronder 27 Emmy Awards, 30 Annie Awards en een Peabody Award. Op 14 januari 2000 kregen de Simpsons hun eigen ster op de Hollywood Walk of Fame.
Op 9 februari 1997 overtrof The Simpsons de animatieserie The Flintstones als de langstlopende primetime animatieserie in Amerika met de aflevering "The Itchy and Scratchy and Poochie Show".

## Afleveringen
De serie is bezig met zijn 34ste seizoen.

## Film
Al jarenlang bestonden er plannen voor een grote bioscoopfilm over de Simpsons. Het verhaal van de aflevering Kamp Krusty was oorspronkelijk geschreven voor een film, maar die ging niet door.
Op 27 juli 2007 was de wereldwijde première van de eerste Simpsonsfilm. The Simpsons Movie werd geregisseerd door Simpsonproducer David Silverman. In het contract met de stemacteurs is een optie opengehouden voor drie animatiefilms.
Homer Simpson · Marge Simpson · Bart Simpson · Lisa Simpson · Maggie Simpson · Abraham Simpson · Patty en Selma Bouvier · Jacqueline Bouvier · Mona Simpson · Santa's Little Helper · Snowball II · Familie Bouvier
Jasper Beardley · Comic Book Guy · Eddie en Lou · Maude Flanders · Ned Flanders · Professor Frink · Barney Gumble · Julius Hibbert · Lionel Hutz · Eerwaarde Lovejoy · Kapitein Horatio McCallister · Hans Moleman · Bleeding Gums Murphy · Apu Nahasapeemapetilon · Mayor Joe Quimby · Dr. Nick Riviera · Agnes Skinner · Cletus Spuckler · Squeaky Voiced Teen · Disco Stu · Moe Szyslak · Kirk Van Houten · Luann Van Houten · Chief Clancy Wiggum
Gary Chalmers · Rod en Todd Flanders · Jimbo Jones · Kearney · Edna Krabappel · Otto Mann · Nelson Muntz · Martin Prince · Seymour Skinner · Milhouse Van Houten · Ralph Wiggum · Groundskeeper Willie · andere studenten
Montgomery Burns · Carl Carlson · Lenny Leonard · Waylon Smithers
Itchy en Scratchy · Kent Brockman · Krusty de Clown · Troy McClure · Rainier Wolfcastle · Radioactive Man
Snake · Kang & Kodos · Sideshow Bob · Fat Tony
Treehouse of Horror
Bart vs. the World · Bart Simpson's Escape from Camp Deadly · The Simpsons Arcadespel · Bart vs. the Space Mutants · Bart's House of Weirdness ·Bart vs. The Juggernauts · Krusty's Fun House · Bartman Meets Radioactive Man · Bart's Nightmare · The Itchy and Scratchy Game · Virtual Bart · Bart and the Beanstalk · Itchy & Scratchy in Miniature Golf Madness · Cartoon Studio · Virtual Springfield · Night of the Living Treehouse of Horror · Bowling · Wrestling · Road Rage · Skateboarding · Hit & Run · The Simpsons Game · The Simpsons: Tapped Out
The Simpsons · The Simpsons Pinball Party
Strips: Simpsons Comics · Bart Simpson serie · Itchy & Scratchy Comics · Bart Simpson's Treehouse of Horror · Futurama/Simpsons Infinitely Secret Crossover Crisis
Tijdschrift: Simpsons Illustrated
Boeken: Bart Simpson's Guide to Life · Family Album · Library of Wisdom · Complete Guides · Planet Simpson · The Simpsons and Philosophy
Actiefiguurtjes: World of Springfield
The Simpsons Movie
Bankgrap ·
Canyonero · 
D'oh! · 
Duff Beer · 
Schoolbordgrap · 